# 城巴5B線
城巴5B線是香港的一條巴士路線，來往摩星嶺／堅尼地城及銅鑼灣（香港大球場）。本線於深夜時份改以怡和街為循環點，不經東院道及香港大球場。

## 簡介及歷史
現在的5B線是香港島第2條採用5B號碼的路線，首條為1952年至1960年期間服務的最初來往大坑至石塘咀的路線。
現時的5B線在1968年5月9日起投入服務，當時由中巴營辦，來往堅尼地城及灣仔碼頭。在1974年4月16日起，本線延長往銅鑼灣（百德新街），同日起西行改經德輔道西，同年8月取消假日服務。在1978年12月16日起，本線延長至摩星嶺，以替代同日取消的56號線（西環山市街－摩星嶺）。1986年12月15日起，由於來往摩星嶺的乘客量不足，本線改為只在平日繁忙時間以摩星嶺為總站，其餘時間則以原堅尼地城作為總站。在1991年本線更延長至掃桿埔，以方便該區與政府大球場的乘客（該區自1985年17號線取消後一直沒有公共交通服務），並改為循環線。
1993年9月1日起，城巴接辦中巴26條巴士路線（Network 26 新里程），5B為其中一條。城巴接辦後，即以空調巴士與非空調巴士混合行駛，並把東行的路線更改，途經中環一段干諾道中，以求提高乘客量，可是在次年就被打回中巴原形，改回途經德輔道中，同時因應西環居民對對外深宵交通的訴求，於1994年把服務時間延長至午夜，在1996年10月7日起更延長服務時間至凌晨2:00，成為現時全港服務時間最長的巴士路線。而銅鑼灣開出的尾班車則為凌晨2:40，為香港境內所有日間常規路線之中（非N線）最遲開出尾班車的，但23:30之後由堅尼地城開出之班次均不會繞經掃桿埔及大球場而直接由怡和街開出。
由1999年8月22日起至2024年10月6日，本線所有班次改以堅尼地城為總站，不再往摩星嶺。
2006年8月22日起，增設與N11線的八達通轉乘優惠。
2015年9月13日起，往銅鑼灣方向的遮打道「遮打大廈」分站永久取消，改停德輔道中「德忌利士街」及美利道。
2016年5月15日起，本線取消循環運作，改為雙向模式運作，仍以東院道香港大球場對出為總站。
2018年2月12日：增設實時抵站時間查詢服務。
2020年12月21日，試辦特別班次由銅鑼灣道前往堅尼地城。
2022年5月19日：深夜由堅尼地城開出不入掃桿埔之班次改以軒尼詩道「崇光百貨」站為終點。
受2019新型冠狀病毒病影響，本路線於2022年3月4日起停駛，直至4月20日。
2024年10月6日：日間時段班次由堅尼地城延長至摩星嶺，取代當日起縮短至港澳碼頭的1號線。

## 服務時間及班次
| 摩星嶺／堅尼地城開 | 摩星嶺／堅尼地城開 | 摩星嶺／堅尼地城開 | 摩星嶺／堅尼地城開 | 銅鑼灣開         | 銅鑼灣開    | 銅鑼灣開     | 銅鑼灣開        |
| 日期               | 服務時間           | 班次（分鐘）       | 起訖點             | 日期             | 服務時間    | 班次（分鐘） | 起訖點          |
| ------------------ | ------------------ | ------------------ | ------------------ | ---------------- | ----------- | ------------ | --------------- |
| 星期一至五         | 05:25-06:25        | 30                 | 摩星嶺—大球場      | 星期一至五       | 06:10-07:40 | 30           | 摩星嶺—大球場   |
| 星期一至五         | 06:25-08:55        | 25                 | 摩星嶺—大球場      | 星期一至五       | 07:40-09:45 | 25           | 摩星嶺—大球場   |
| 星期一至五         | 09:20              | 09:20              | 摩星嶺—大球場      | 星期一至五       | 09:45-11:00 | 15           | 摩星嶺—大球場   |
| 星期一至五         | 09:40-10:55        | 15                 | 摩星嶺—大球場      | 星期一至五       | 11:00-12:00 | 12           | 摩星嶺—大球場   |
| 星期一至五         | 10:55-11:54        | 8/9                | 摩星嶺—大球場      | 星期一至五       | 12:00-13:00 | 15           | 摩星嶺—大球場   |
| 星期一至五         | 11:54-12:54        | 10                 | 摩星嶺—大球場      | 星期一至五       | 13:00-14:00 | 8/7          | 摩星嶺—大球場   |
| 星期一至五         | 12:54-13:54        | 15                 | 摩星嶺—大球場      | 星期一至五       | 14:00-15:00 | 15           | 摩星嶺—大球場   |
| 星期一至五         | 13:54-14:34        | 10                 | 摩星嶺—大球場      | 星期一至五       | 15:00-15:54 | 9            | 摩星嶺—大球場   |
| 星期一至五         | 14:34-15:50        | 8/9                | 摩星嶺—大球場      | 星期一至五       | 15:54-16:34 | 10           | 摩星嶺—大球場   |
| 星期一至五         | 15:50-17:20        | 15                 | 摩星嶺—大球場      | 星期一至五       | 16:45       | 16:45        | 摩星嶺—大球場   |
| 星期一至五         | 17:20-18:40        | 20                 | 摩星嶺—大球場      | 星期一至五       | 17:00-18:00 | 15           | 摩星嶺—大球場   |
| 星期一至五         | 18:40-23:40        | 25                 | 摩星嶺—大球場      | 星期一至五       | 18:00-19:20 | 20           | 摩星嶺—大球場   |
| 星期一至五         | 00:05              | 00:05              | 堅尼地城—怡和街    | 星期一至五       | 19:20-21:00 | 25           | 摩星嶺—大球場   |
| 星期一至五         | 00:30-02:00        | 30                 | 堅尼地城—怡和街    | 星期一至五       | 21:00-22:00 | 15           | 摩星嶺—大球場   |
|                    |                    |                    |                    | 星期一至五       | 22:20       |              | 摩星嶺—大球場   |
| 22:45-00:00        | 25                 |                    |                    | 星期一至五       |             |              | 摩星嶺—大球場   |
| 00:25-01:40        | 25                 | 堅尼地城—怡和街    |                    | 星期一至五       |             |              |                 |
| 01:40-02:40        | 30                 | 堅尼地城—怡和街    |                    | 星期一至五       |             |              |                 |
| 星期六             | 05:25-06:55        | 30                 | 摩星嶺—大球場      | 星期六           | 06:10-10:10 | 30           | 摩星嶺—大球場   |
| 星期六             | 06:55-08:10        | 25                 | 摩星嶺—大球場      | 星期六           | 10:30       | 10:30        | 摩星嶺—大球場   |
| 星期六             | 08:10-09:10        | 20                 | 摩星嶺—大球場      | 星期六           | 10:50-13:05 | 15           | 摩星嶺—大球場   |
| 星期六             | 09:10-10:05        | 15/20              | 摩星嶺—大球場      | 星期六           | 13:05-14:05 | 12           | 摩星嶺—大球場   |
| 星期六             | 10:05-10:50        | 15                 | 摩星嶺—大球場      | 星期六           | 14:05-16:05 | 10           | 摩星嶺—大球場   |
| 星期六             | 10:50-15:50        | 10                 | 摩星嶺—大球場      | 星期六           | 16:05-17:05 | 15           | 摩星嶺—大球場   |
| 星期六             | 15:50-16:50        | 15                 | 摩星嶺—大球場      | 星期六           | 17:05-18:05 | 12           | 摩星嶺—大球場   |
| 星期六             | 16:50-19:30        | 20                 | 摩星嶺—大球場      | 星期六           | 18:05-19:25 | 20           | 摩星嶺—大球場   |
| 星期六             | 19:30-23:40        | 25                 | 摩星嶺—大球場      | 星期六           | 19:25-20:15 | 25           | 摩星嶺—大球場   |
| 星期六             | 00:05              | 00:05              | 堅尼地城—怡和街    | 星期六           | 20:35       | 20:35        | 摩星嶺—大球場   |
| 星期六             | 00:30-02:00        | 30                 | 堅尼地城—怡和街    | 星期六           | 20:55-22:10 | 15           | 摩星嶺—大球場   |
|                    |                    |                    |                    | 星期六           | 22:10-23:10 | 20           | 摩星嶺—大球場   |
| 23:10-00:00        | 25                 |                    |                    | 星期六           |             |              | 摩星嶺—大球場   |
| 00:25-01:40        | 25                 | 堅尼地城—怡和街    |                    | 星期六           |             |              |                 |
| 01:40-02:40        | 30                 | 堅尼地城—怡和街    |                    | 星期六           |             |              |                 |
| 星期日及公眾假期   | 05:25-06:25        | 30                 | 摩星嶺—大球場      | 星期日及公眾假期 | 06:10-10:10 | 30           | 摩星嶺—大球場   |
| 星期日及公眾假期   | 06:25-08:55        | 25                 | 摩星嶺—大球場      | 星期日及公眾假期 | 10:30       | 10:30        | 摩星嶺—大球場   |
| 星期日及公眾假期   | 08:55-09:55        | 20                 | 摩星嶺—大球場      | 星期日及公眾假期 | 10:50-13:50 | 15           | 摩星嶺—大球場   |
| 星期日及公眾假期   | 09:55-10:40        | 15                 | 摩星嶺—大球場      | 星期日及公眾假期 | 13:50-17:50 | 12           | 摩星嶺—大球場   |
| 星期日及公眾假期   | 10:54              | 10:54              | 摩星嶺—大球場      | 星期日及公眾假期 | 17:50-18:50 | 15           | 摩星嶺—大球場   |
| 星期日及公眾假期   | 11:06-12:54        | 12                 | 摩星嶺—大球場      | 星期日及公眾假期 | 18:50-20:50 | 20           | 摩星嶺—大球場   |
| 星期日及公眾假期   | 12:54-13:54        | 10                 | 摩星嶺—大球場      | 星期日及公眾假期 | 20:50-22:05 | 15           | 摩星嶺—大球場   |
| 星期日及公眾假期   | 13:54-16:54        | 12                 | 摩星嶺—大球場      | 星期日及公眾假期 | 22:25       | 22:25        | 摩星嶺—大球場   |
| 星期日及公眾假期   | 17:07              | 17:07              | 摩星嶺—大球場      | 星期日及公眾假期 | 22:45-00:00 | 25           | 摩星嶺—大球場   |
| 星期日及公眾假期   | 17:22-18:22        | 15                 | 摩星嶺—大球場      | 星期日及公眾假期 | 00:25-01:40 | 25           | 堅尼地城—怡和街 |
| 星期日及公眾假期   | 18:42              | 18:42              | 摩星嶺—大球場      | 星期日及公眾假期 | 01:40-02:40 | 30           | 堅尼地城—怡和街 |
| 星期日及公眾假期   | 19:05-23:40        | 25                 | 摩星嶺—大球場      |                  |             |              |                 |
| 星期日及公眾假期   | 00:05              | 00:05              | 堅尼地城—怡和街    |                  |             |              |                 |
| 星期日及公眾假期   | 00:30-02:00        | 30                 | 堅尼地城—怡和街    |                  |             |              |                 |

特別班次
- 皇仁書院 → 堅尼地城
  - 星期一至五：08:40

## 收費
全程：$4.4
| - 本線設有12歲以下小童及65歲或以上長者半價優惠。 - 65歲或以上香港居民使用「樂悠咭」，以及12歲以下合資格殘疾兒童使用「殘疾人士身份」個人八達通繳付車資，均可享有每程$2.0或半價（以較低者為準）的票價優惠；12至64歲合資格殘疾人士使用「殘疾人士身份」個人八達通（包括「樂悠咭」），以及60至64歲香港居民使用「樂悠咭」繳付車資，均可享有每程$2.0或全費（以較低者為準）的票價優惠。 - 65歲或以上長者如使用長者或一般個人八達通繳付車資，則只可享有半價優惠；12至64歲合資格殘疾人士如不使用「殘疾人士身份」個人八達通，以及60至64歲人士如不使用「樂悠咭」繳付車資，必須繳付全費。 - 乘客可以現金或八達通於上車時付款，不設找續。 - 每位成人乘客可免費攜帶最多兩名4歲以下而不佔座位的兒童乘客乘車，超額之4歲以下小童必須繳付小童車費乘車。 - 九龍巴士、城巴及龍運巴士全職員工及家屬（不包括外判職員）可免費乘搭本路線，惟必須拍職員或職員家屬八達通。 - 乘客亦可使用AlipayHK「易乘碼」、支付寶、WeChatHK／微信支付「搭車碼」、銀聯雲閃付「乘車碼」及BOC Pay「乘車碼」、具有感應式支付功能的VISA、Mastercard及銀聯卡，以及Apple Pay、Google Pay及Samsung Pay流動支付平台繳付車資。使用此支付方式的乘客可享有中途下車之分段收費，以及與其他城巴獨營路線或聯營線城巴班次之轉乘優惠，惟不適用於與非城巴路線之轉乘優惠。乘客亦不能享有「公共交通費用補貼計劃」及「長者及合資格殘疾人士公共交通票價優惠計劃」。 - 此路線接受以AlipayHK「易乘碼」及銀聯雲閃付「乘車碼」繳付車資。使用此等付款方式將只可享有其他同樣接受此付款方式的新巴／城巴路線或聯營路線之新巴／城巴班次的轉乘優惠，亦不能受惠於劃一$2票價優惠及公共交通費用補貼計劃。 |

## 八達通轉乘優惠
乘客登上本線後指定時間內以同一張八達通卡轉乘以下路線，或從以下路線登車後指定時間內以同一張八達通卡轉乘本線，次程可獲車資折扣優惠：
- 18、18P往堅尼地城 → 5B往摩星嶺，次程車資全免，轉乘時限為90分鐘

5B←→12，次程可獲$3折扣優惠，轉乘時限為90分鐘
- 5B往摩星嶺 → 12往羅便臣道
- 12往中環 → 5B往銅鑼灣

5B←→43M，轉乘時限為90分鐘
- 5B往摩星嶺 → 43M往田灣邨，回贈首程車資
- 43M往石塘咀 → 5B往銅鑼灣，次程車資全免

5B←→西隧及機場路線
- 5B任何方向 → 930(A/X)、952、962(X)、967、969(A/B)往新界或E11(A)往機場，回贈首程車資，轉乘時限為60分鐘
- 930(A/B/X)、952(P)、962(A/P/X)、967、969(A/B/P)或E11(A)往港島 → 5B任何方向，次程車資全免，轉乘時限為120分鐘，祇適用於在九龍或新界登上首程車的乘客
- 5B往銅鑼灣 → A12往機場，回贈首程車資，轉乘時限為60分鐘
- A12往小西灣 → 5B往摩星嶺，次程車資全免，轉乘時限為120分鐘，祇適用於在機場或青嶼幹線繳費廣場登上A12線的乘客
- 5B往銅鑼灣 → N11往機場，回贈首程車資，轉乘時限為120分鐘
- N11往中環 → 5B往摩星嶺，次程車資全免，轉乘時限為120分鐘，祇適用於在九龍或新界登上首程車的乘客

## 使用車輛

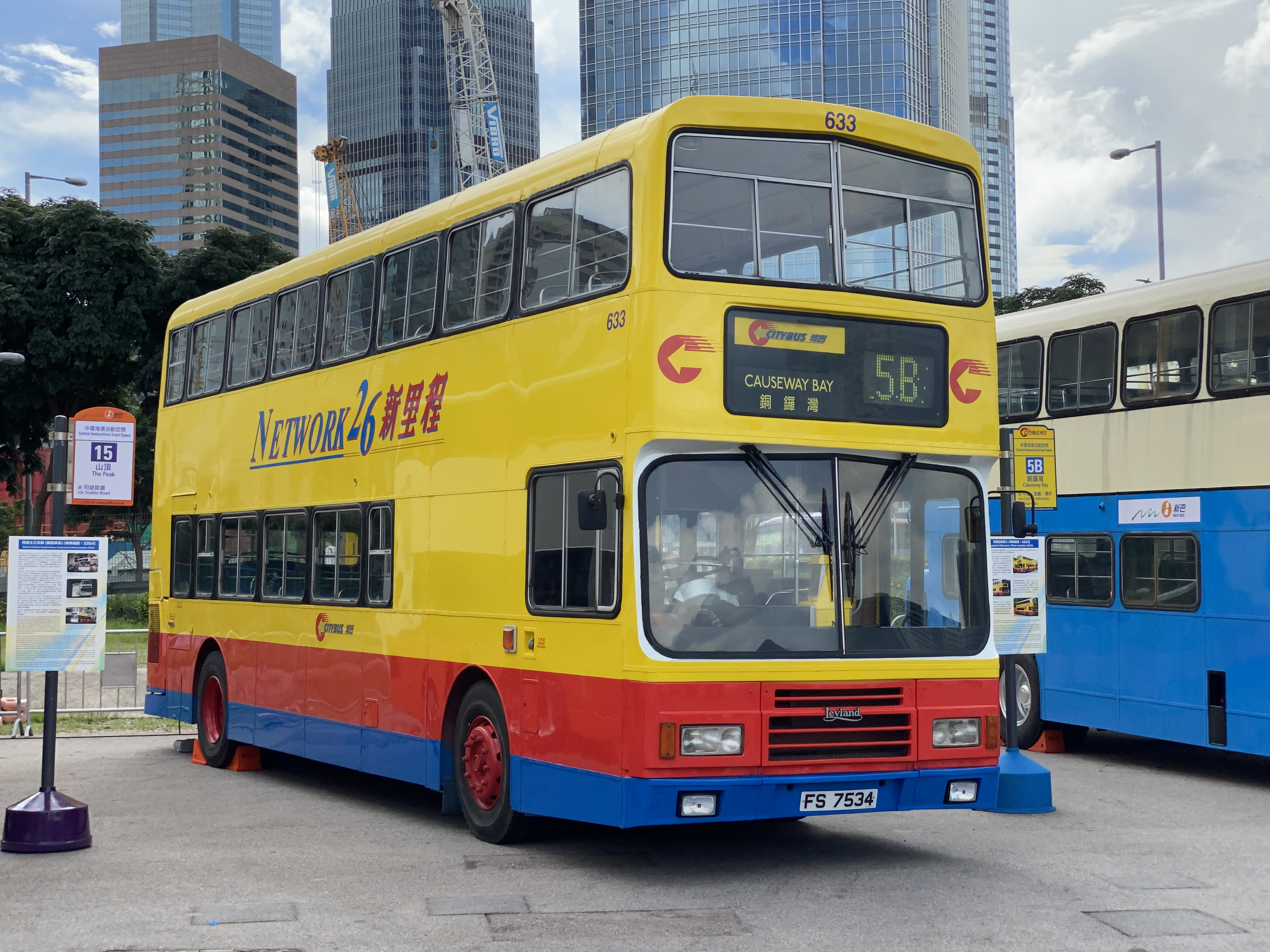
1992年，城巴從新加坡的新加坡巴士購入101輛亞特蘭大AN68型二手巴士

主要以富豪奧林比安為主。因應本線及其他西區路線（如5、10）的龐大需求及大量流水客量，城巴於2001年11月至2002年4月更特別把25輛富豪奧林比安12米巴士（編號511-535）下層的部份座椅拆除，改作企位位置（俗稱水塘位，所以該批車被稱為「水塘豪」），以提高巴士的載客量及加快乘客流動速度。
早期猛獅24.350（車隊編號2500）及猛獅NL262型巴士（車隊編號15xx）剛投入服務時，曾在5B線服務，但近年已調派到其他路線服務。
在2010-2014年，本線陸續增派最新的Enviro 500／Enviro 500 MMC（81xx-84xx）行走本線，特點為採用曲梯／方梯上落，以及其中8361或之後的同款巴士，為城巴載客量最高的12米低地台巴士（137人），進一步提升本線的服務。
為進一步改善空氣質素，新創建於2013年獲政府資助購買3輛配置歐盟六型引擎混合電能及柴油版的Enviro 500 MMC 12米雙層低地台空調巴士，其中城巴獲編配2輛，已於2014年9月運抵香港，其中8401／TA5575於2014年11月22日首航本線，是全香港第四條，亦是城巴首條採用歐盟6型引擎混合電能及柴油雙層空調巴士行走的路線。隨後城巴安排一輛Enviro500 MMC 12米（8461）固定行走此路線，用作測試及比較兩者性能，以便向政府提交試驗報告。

## 行車路線
摩星嶺開經：（西寧街）域多利道、加多近街、吉席街、堅彌地城海旁、德輔道西、干諾道西、干諾道中、急庇利街、德輔道中、遮打道、美利道、金鐘道、軒尼詩道、怡和街、高士威道、（伊榮街）銅鑼灣道*及東院道*。
逢星期日及公眾假期的班次不經斜體字之路段，改經歷山大廈至遮打花園的一段德輔道中。
*每日23:30後開出的班次，於抵達高士威道後，將改經伊榮街返回邊寧頓街原有路線，不經銅鑼灣道、東院道、加路連山道及禮頓道。
括號內之路段祇限來往堅尼地城及怡和街之班次駛經
銅鑼灣開經：加路連山道*、禮頓道*、邊寧頓街、怡和街、軒尼詩道、金鐘道、德輔道中、摩利臣街、干諾道西、德輔道西、堅彌地城海旁、山市街、卑路乍街、域多利道（及西寧街）。
*每日00:00後開出的班次，不經加路連山道及禮頓道。
括號內之路段祇限來往堅尼地城及怡和街之班次駛經

### 沿線車站
| 摩星嶺／堅尼地城開 | 摩星嶺／堅尼地城開   | 摩星嶺／堅尼地城開         | 香港大球場／怡和街開 | 香港大球場／怡和街開 | 香港大球場／怡和街開       |
| 序號               | 車站名稱             | 位置                       | 序號                 | 車站名稱             | 位置                       |
| ------------------ | -------------------- | -------------------------- | -------------------- | -------------------- | -------------------------- |
| 1#                 | 摩星嶺               | 摩星嶺巴士總站             | 1#                   | 香港大球場           | 東院道                     |
| 2#                 | 摩星嶺徑             | 域多利道                   | 2#                   | 加路連山道           | 加路連山道                 |
| 3#                 | 明愛賽馬會宿舍       | 域多利道                   | 3#                   | 邊寧頓街             | 邊寧頓街                   |
| 4#                 | 港島西廢物轉運站     | 域多利道                   | 4                    | 怡和街               | 怡和街                     |
| 5#                 | 西寧街               | 域多利道                   | @                    | 希慎廣場             | 軒尼詩道                   |
| @                  | 堅尼地城             | 堅尼地城（西寧街）巴士總站 | 5                    | 堅拿道東             | 軒尼詩道                   |
| 6                  | 西市街               | 域多利道                   | 6                    | 天樂里               | 軒尼詩道                   |
| 7                  | 爹核士街             | 吉席街                     | 7                    | 廣生行大廈           | 軒尼詩道                   |
| 8                  | 卑路乍灣公園         | 堅彌地城海旁               | 8                    | 修頓球場             | 軒尼詩道                   |
| 9                  | 歌連臣街             | 堅彌地城海旁               | 9                    | 晏頓街               | 軒尼詩道                   |
| 10                 | 堅尼地城游泳池休憩處 | 德輔道西                   | 10                   | 太古廣場             | 金鐘道                     |
| 11                 | 山道                 | 德輔道西                   | 11                   | 中銀大廈             | 金鐘道                     |
| 12                 | 嘉安街               | 德輔道西                   | 12                   | 置地廣場             | 德輔道中                   |
| 13                 | 西區警署             | 德輔道西                   | 13                   | 中環街市             | 德輔道中                   |
| 14                 | 正街                 | 德輔道西                   | 14                   | 急庇利街             | 德輔道中                   |
| 15                 | 東邊街               | 德輔道西                   | 15                   | 西港城               | 干諾道西                   |
| 16                 | 修打蘭街             | 德輔道西                   | 16                   |                      | 德輔道西                   |
| 17                 | 永安中心             | 德輔道中                   | 17                   | 高陞街               | 德輔道西                   |
| 18                 | 恒生銀行總行         | 德輔道中                   | 18                   | 正街                 | 德輔道西                   |
| 19                 | 德忌利士街           | 德輔道中                   | 19                   | 水街                 | 德輔道西                   |
| 20*                | 皇后像廣場           | 遮打道                     | 20                   | 山道                 | 德輔道西                   |
| 21*                | 美利道               | 美利道                     | 21                   | 堅尼地城游泳池       | 堅彌地城海旁               |
| ^                  | 歷山大廈             | 德輔道中                   | 22                   | 山市街               | 堅彌地城海旁               |
| ^                  | 遮打花園             | 德輔道中                   | 23                   | 聯邦新樓             | 卑路乍街                   |
| 22                 | 金鐘站               | 金鐘道                     | 24                   | 加惠民道             | 域多利道                   |
| 23                 | 盧押道               | 軒尼詩道                   | @                    | 堅尼地城             | 堅尼地城（西寧街）巴士總站 |
| 24                 | 史釗域道             | 軒尼詩道                   | 25#                  | 西寧閣               | 域多利道                   |
| 25                 | 杜老誌道             | 軒尼詩道                   | 26#                  | 港島西廢物轉運站     | 域多利道                   |
| 26                 | 崇光百貨             | 軒尼詩道                   | 27#                  | 明愛賽馬會宿舍       | 域多利道                   |
| 27#                | 聖保祿醫院           | 銅鑼灣道                   | 28#                  | 摩星嶺徑             | 域多利道                   |
| 28#                | 聖光堂               | 東院道                     | 29#                  | 摩星嶺               | 摩星嶺巴士總站             |
| 29#                | 東華東院             | 東院道                     |                      |                      |                            |
| 30#                | 香港大球場           | 東院道                     |                      |                      |                            |

註：

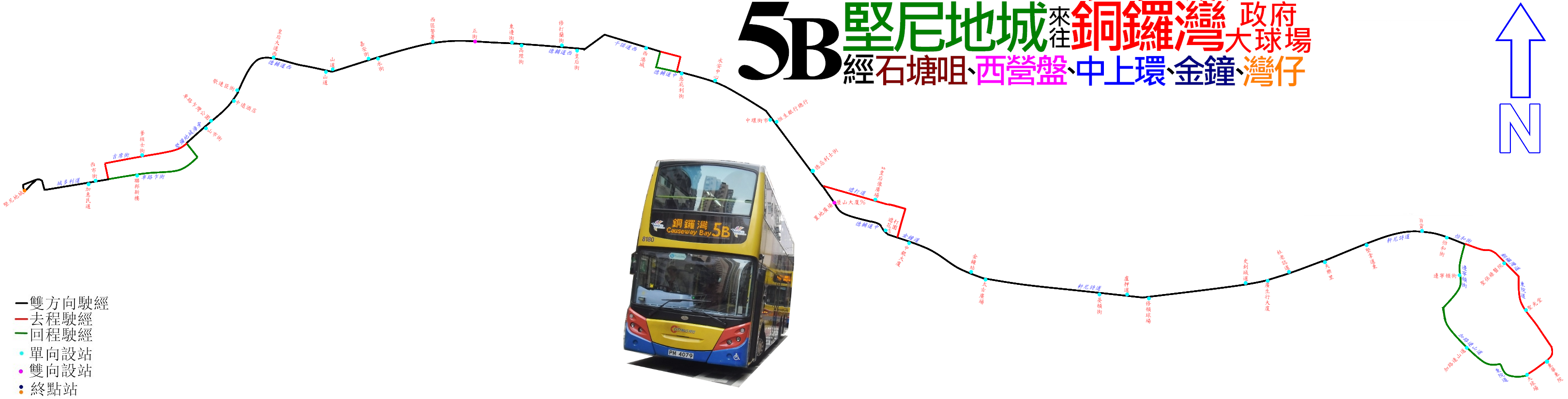
本線的走線圖

1. 逢星期日及公眾假期不停有 * 號之車站，改停有 ^ 號之車站
2. 每日由堅尼地城開出的班次，不停有 # 號之車站，並加停有 @ 號之車站

## 使用狀況
此路線班次頻密、收費廉宜，再加上能直達銅鑼灣心臟地帶，故一直客似雲來，是往返中西區及灣仔區的主要路線之一。在凌晨零時至二時許，此路線更為中環來往灣仔及銅鑼灣乘客的首選，因為車資相比通宵路線低得多。但由於此路線並非特快路線，且日間中上環一段行車較緩慢導致車程冗長，故除夜間及凌晨時段班次以外，以短途乘客佔多數。
根據歷年相關文件中的資料顯示，此路線客量數據如下：
- 1974年10月4日：據工務局交通運輸調查部調查結果顯示，此路線堅尼地城方向當日錄得共6,174人次乘車，銅鑼灣方向則為5,545人次。在實際開出班次（149）多於表定班次（139）下，最繁忙一小時的載客率仍高達125%（銅鑼灣方向，09:00-10:00）或120%（堅尼地城方向，17:00-18:00），可見極有加班的需要。
- 1993年2月[10]：當時每月乘客量為215144人次。
- 2014年：繁忙時段平均載客率為89%；而非繁忙時段平均載客率則為68%[11]。
- 2015年：在西港島綫通車前，最繁忙半小時的平均載客率為93%；而通車後則為38%，錄得乘客量下跌35.9%。[12]
- 2016年8月：來回方向的全日最高一小時載客率約為50-60%。[13]

## 意外
- 2023年2月15日下午1時11分，一輛由開往銅鑼灣大球場的城巴5B線，駛至西港城對開與一輛七人車相撞。七人車車身嚴重損毀，巴士亦有配件甩脫，但巴士沒有停下，轉彎駛至約300米外的德輔道中永安中心巴士站落客後繼續開行，有巴士乘客致電報警，救援人員到場，七人車司機及3名乘客受輕傷，送瑪麗醫院治理。警方隨後在1公里外的中環皇后像廣場巴士站找到涉事巴士，巴士車頭嚴重損毀，擋風玻璃碎裂，年約60歲的車長在場接受調查[14]。